# Sommera guatemalensis
Sommera guatemalensis är en måreväxtart som beskrevs av Paul Carpenter Standley. Sommera guatemalensis ingår i släktet Sommera och familjen måreväxter. Inga underarter finns listade i Catalogue of Life.